# Альтбюрон
Альтбюрон (нім. Altbüron) — громада  в Швейцарії в кантоні Люцерн, виборчий округ Віллізау.

## Географія
Громада розташована на відстані близько 45 км на північний схід від Берна, 36 км на північний захід від Люцерна.
Альтбюрон має площу 6,8 км², з яких на 9,7% дозволяється будівництво (житлове та будівництво доріг), 60,9% використовуються в сільськогосподарських цілях, 29% зайнято лісами, 0,4% не є продуктивними (річки, льодовики або гори).

## Демографія
2019 року в громаді мешкало 1012 осіб (+10,5% порівняно з 2010 роком), іноземців було 11%. Густота населення становила 150 осіб/км².
За віковим діапазоном населення розподілялося таким чином: 20,8% — особи молодші 20 років, 63,5% — особи у віці 20—64 років, 15,7% — особи у віці 65 років та старші. Було 391 помешкань (у середньому 2,6 особи в помешканні).
Із загальної кількості 554 працюючих 105 було зайнятих в первинному секторі, 313 — в обробній промисловості, 136 — в галузі послуг.